# Phillipsburg (Texas)
Phillipsburg è una comunità non incorporata degli Stati Uniti d'America, situata nelle contee di Austin e Washington dello Stato del Texas. Secondo il censimento effettuato nel 2000 abitavano nella comunità 40 persone.

## Geografia
La comunità è situata a 30°05′37″N 96°21′52″W. Secondo Google Maps dista 6,1 miglia (9,8 km) dal centro di Brenham, mentre secondo un'altra fonte dista 5 miglia (8,0 km) a sud di Brenham.

## Galleria d'immagini

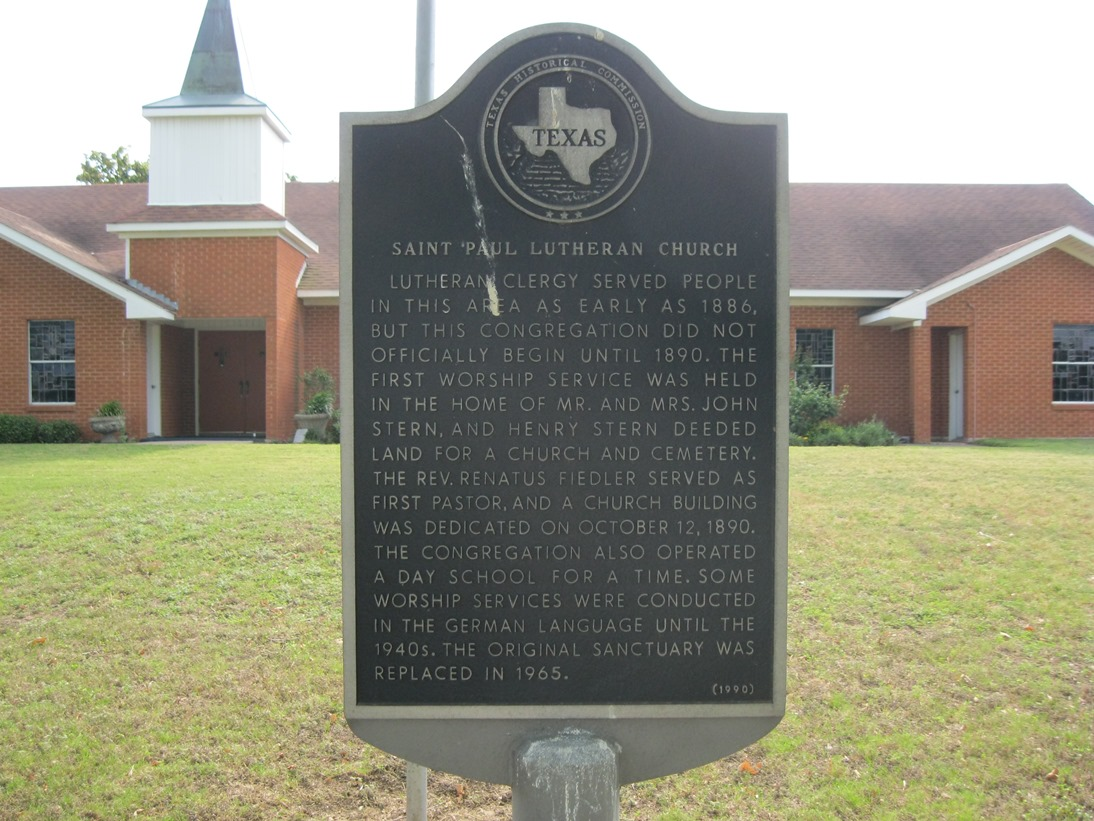
Storico segnale davanti alla chiesa luterana di St Paul
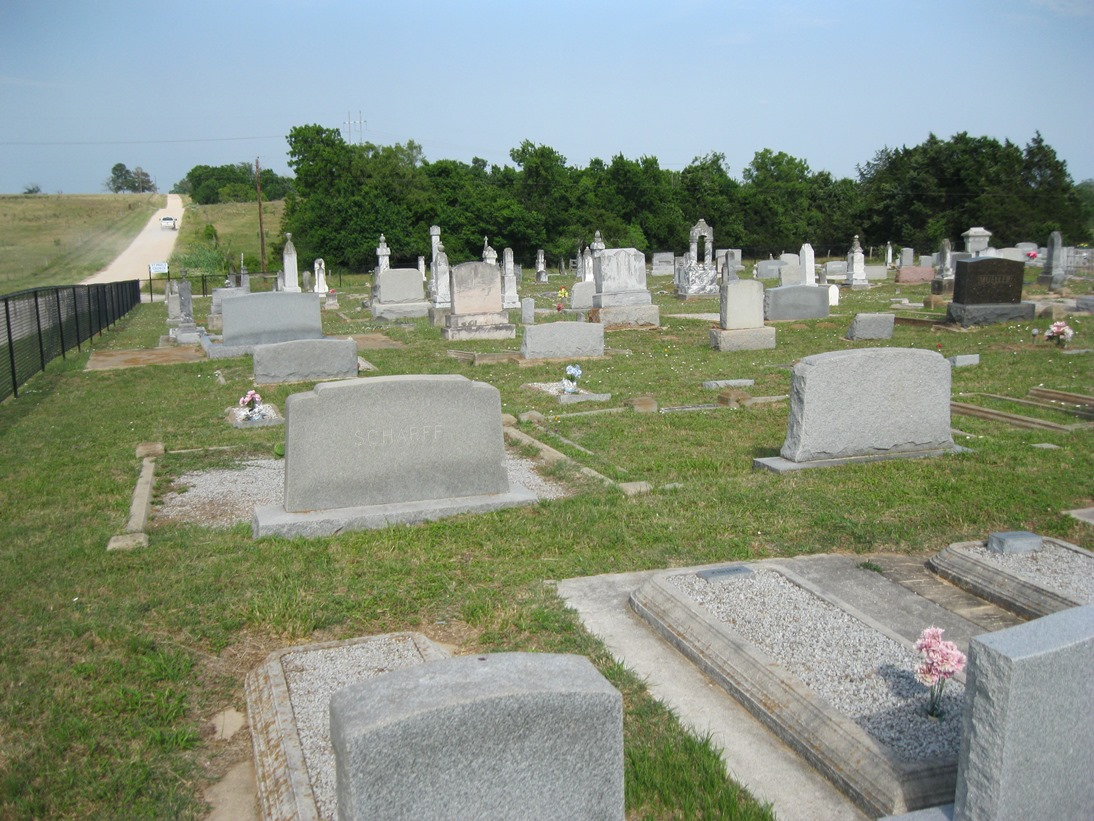
Cimitero di Phillipsburg sulla Sempronius Road
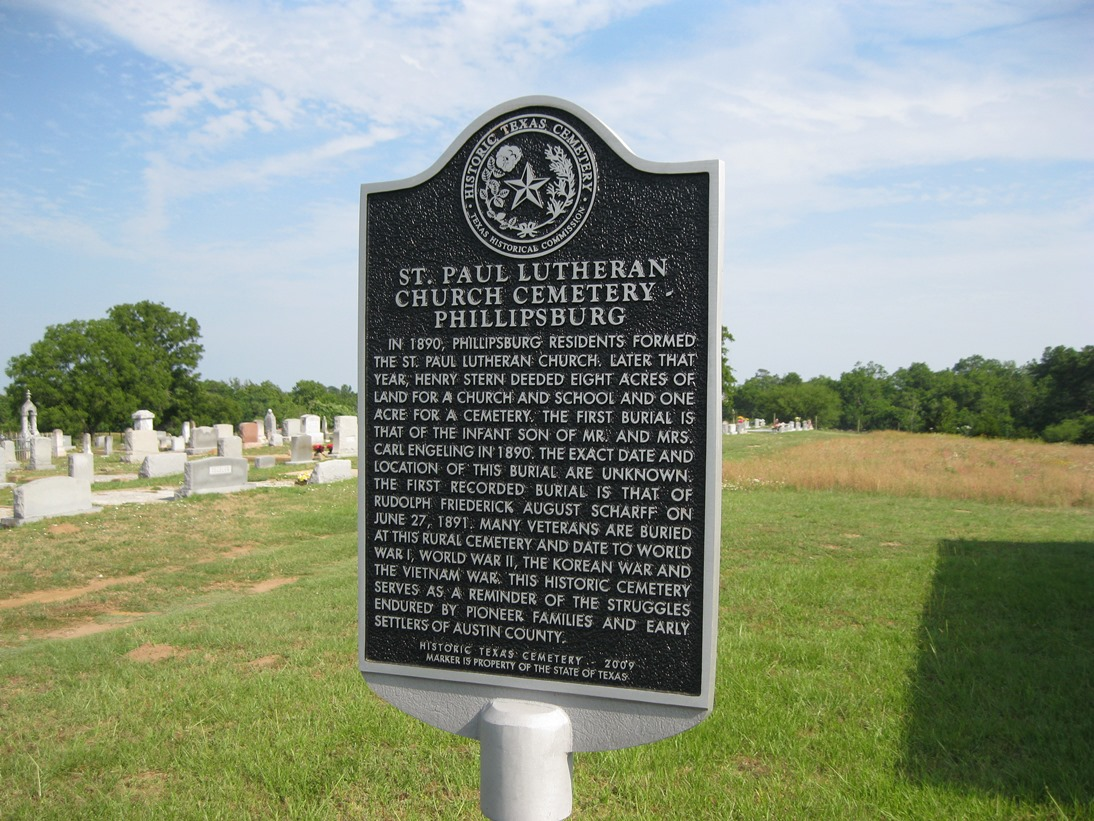
Storico segnale davanti al cimitero